# Вино самотності
«Вино самотності» (фр.: «Le Vin de solitude», англ.: «The Wine of Solitude») — роман української єврейської письменниці Ірен Немировської (1903—1942), яка була вбита під час Голокосту. Він вважається частково автобіографічним і розповідає історію головної героїні Елен Кароль, яка розділяє багато з ранньої історії Немировської.

## Видання
Роман «Вино самотності» у 1935 році був спочатку опублікований у Франці. Після успіху у 2004 році посмертно опублікованої роботи Немировського «Французька сюїта» у 2011 році роман було перекладено та опубліковано англійською мовою.
2010 року книга в українському перекладі Анни Малець була видана у видавництві «Пульсари». У 2011 р. переклад удостоєний спеціальної відзнаки Премії ім. Г. Сковороди, заснованої Посольством Франції в Україні.

## Сюжет
«Вино самотності» розповідає історію неблагополучної єврейської родини середнього класу Каролів, яка проживала в Києві в Україні на початку ХХ століття. Батько походить мав скромне походження, але заробляє статок на банківській справі в імперській Росії. Елен ненавидить свою марнославну матір Беллу з сильною, але добре прихованою пристрастю. Коли вона стає підліткою, гнів зростає, живлячись критикою матері, екстравагантністю та розкішним романтичним життям з її молодим коханцем Максом. Їй шкода її відсутнього батька-гравця Бориса. Зрештою вона мститься своїй матері, спокушаючи її коханця, хоча вона насправді його не хоче.
Під час революції 1917 року родина втекла до Фінляндії та зрештою прибула до Парижа як емігранти. Елен відчуває захоплення Францією, яке прищепила їй у дитинстві французька гувернантка мадемуазель Роз.
Моральна цілісність Елен у романі зосереджена на світанні усвідомлення того, що сили, які спонукали до поведінки її ненависної матері, також існують у ній самій, і вона повинна подолати їх, якщо не хоче повторити життя своєї матері.